# Митрополит скопски Теодосије
Теодосије (рођ. Гологанов, Трлис код Драме 7. јануар 1846 — Софија 1. фебруар 1926) био је скопски егзархијски митрополит.
Године 1891. постављен је за митрополита у Скопљу, где се одметнуо од Бугарске егзархије и у договору са папским делегатом Аугустом Бонетијем покушао да обнови Охридску архиепископију као македонску националну цркву, у канонском јединству са римским папом. Био је убеђен у постојање македонског националног идентитета и у том смислу сугерисао је македонским интелектуалцима да сакупљају и објављују македонске народне песме.
Бугарски егзарх Јосиф оштро је реаговао против овакве активности Теодосија и наредио да се повуче у Истанбул и пошаље на епитимију (црквена казна) у манастир. Од 1892. до своје смрти митрополит Теодосиј је остао у немилости код виших бугарских духовних кругова.
Теодосиј је био наклоњен писању. Поред верских књига, превео је дела Џона Милтона и Вергилијеве епове Енејиду, Буколике и Георгике.